# Konrad Krajewski
Konrad Krajewski (sinh ngày 25 tháng 11 năm 1963) là một giám mục của Giáo hội Công giáo người Ba Lan. Giáo hoàng Phanxicô đã phong ông làm hồng y vào ngày 28 tháng 6 năm 2018.

## Cuộc đời
Krajewski sinh ra ở Łódź, Ba Lan. Năm 1982, ông vào chủng viện của Tổng giáo phận Łódź. Ông có bằng thần học tại Đại học Công giáo Lublin và được thụ phong linh mục vào ngày 11 tháng 6 năm 1988. Sau khi thụ phong, ông đã phục vụ giáo phận trong hai năm với công việc mục vụ.
Ngày 3 tháng 8 năm 2013, Giáo hoàng Phanxicô đã bổ nhiệm ông làm Tổng Giám mục của Beneventum. Ông được Hồng y Giuseppe Bertello tấn phong vào ngày 17 tháng 9 năm 2013 với các giám mục phụ phong là Tổng Giám mục Piero Marini và Władysław Ziółek.  Đức Thánh Cha Phanxicô tham dự thánh lễ.
Giáo hoàng Phanxicô đã phong ông làm hồng y vào ngày 28 tháng 6 năm 2018, chỉ định cho ông nhà thờ Santa Maria Immacolata all'Esquilino.